# Giovanni Animuccia
Giovanni Animuccia (Firenze, 1520 k. – Róma, 1571. március 20.) itáliai reneszánsz zeneszerző.

## Élete
Giovanni Pierluigi da Palestrina egyik leghíresebb kortársa és a római iskola tagja; befolyása mindenekelőtt a római lauda műfaj fejlődésében érződött.
Néri Szent Fülöp kérésére sok laudát, vagyis imát, dicséretet és hálahimnuszt komponált, amelyeket a homíliák után énekeltek. Ez a körülmény kiemelt helyet kapott a zenetörténetben: a dicséretek előadása a tizenhatodik századi zeneművészeti iskola eltűnése után az oratórium első formáinak megszületéséhez vezetett, amelyek nem kapcsolódtak közvetlenül a gregorián hagyományhoz a Passioni („Szenvedélyek”) többszólamúságában. Szent Fülöp annyira rajongott Animucciáért, hogy kijelentette, látta, hogy utóbbi lelke az ég felé repül.
1555-ben Animucciát nevezték ki a Szent Péter-bazilika kapellmeisterévé, amely hat szopránból, három altból, három tenorból, három basszusból és egy orgonistából állt. 1571-ben bekövetkezett haláláig töltötte be ezt a posztot, amelyet utána Palestrina kapott meg, aki barátja és valószínűleg tanítványa volt.
Animuccia számos munkájának kéziratát ma is őrzik a Vatikáni Könyvtárban. Fő művei között emlékezetes a Madrigalok és motetták négy és öt hangra (Velence, 1548), valamint A misék első könyve (Róma, 1567). A másodikból Martini atya kiemelt két darabot az ellenpontról szóló esszéjéhez. A misék első könyvéből egy gregorián éneket a Conditor alme siderum himnuszt tették közzé, modern jelöléssel az Anthologie des maîtres religieux primitifs a Chanteurs de Saint Gervais-ben. Ez egy nemes felfogású ünnepélyes mű, amely mégis kifejez bizonyos durvaságokat, amelyekben az intenzív archaizmus helyett inkább a gondozás hiányát gyanítják.
Paolo Animuccia, Giovanni fivére szintén híres zeneszerző volt, François-Joseph Fétis 1550 januárja közepétől 1552-ig a lateráni San Giovanni-bazilika kapellmeistereként említi és közli 1563-ban bekövetkezett halálát.

## Fordítás
Ez a szócikk részben vagy egészben  a   Giovanni Animuccia című olasz Wikipédia-szócikk ezen változatának fordításán alapul.  Az eredeti cikk szerkesztőit annak laptörténete sorolja fel. Ez a jelzés csupán a megfogalmazás eredetét és a szerzői jogokat jelzi, nem szolgál a cikkben szereplő információk forrásmegjelöléseként.